# Österbådan (norr Jurmo, Brändö, Åland)
Österbådan är ett skär i Åland (Finland). Det ligger i Skärgårdshavet och i kommunen Brändö i landskapet Åland, i den sydvästra delen av landet. Ön ligger omkring 81 kilometer nordöst om Mariehamn och omkring 230 kilometer väster om Helsingfors.
Öns area är 3,5 hektar och dess största längd är 320 meter i sydväst-nordöstlig riktning. Trakten är glest befolkad. Det finns inga samhällen i närheten.